# Floorball-Bundesliga 2016/17 (Frauen)
Die Floorball-Bundesliga 2016/17 war die 23. Spielzeit um die deutsche Floorball-Meisterschaft auf dem Großfeld der Damen. Es nahmen 11 Mannschaften teil. Zunächst wurden in drei Regionen die Play-off-Teilnehmer ermittelt, wobei die Ost Staffel mit zwei Mannschaften, Weißenfels und Grimma (einzige Teilnehmer dieser Staffel), teilnahm.

In den Finalspielen konnte sich der UHC Sparkasse Weißenfels mit 5:8, 7:3 und 5:3 gegen den Vorjahreszweiten MFBC Grimma durchsetzten und somit den Meistertitel verteidigen.

## Teilnehmer
Nord:
- ETV Lady Piranhhas
- SG Berlin
- Förde Deerns (SG des TSV Bordesholm, TSV Neuwittenbek, Kieler Floorball Klubs, Barkelsbyer SV und TV Gettorfs)
- Nordic Wild Cats aus Kölln-Reisiek
- TV Eiche Horn Bremen
- Hannover 96

West:
- Dümptener Füchse
- SSF Dragons Bonn
- Pink Ladies Münster

Ost:
- MFBC Grimma
- UHC Sparkasse Weißenfels

## Qualifikation

### Nord
| Pl. | Verein               | Spiele | 0S0 | 0U0 | 0N0 | SDS | SDN | Tore  | Diff. | Pkt. |
| --- | -------------------- | ------ | --- | --- | --- | --- | --- | ----- | ----- | ---- |
| 1.  | ETV Lady Piranhhas   | 10     | 10  | 0   | 0   | 0   | 0   | 61:15 | +46   | 30   |
| 2.  | SG Berlin            | 10     | 6   | 0   | 4   | 0   | 0   | 41:34 | +7    | 18   |
| 3.  | Hannover 96          | 10     | 5   | 2   | 3   | 0   | 0   | 23:21 | +2    | 17   |
| 4.  | Förde Deerns         | 10     | 3   | 3   | 4   | 0   | 0   | 35:41 | -6    | 12   |
| 5.  | TV Eiche Horn Bremen | 10     | 2   | 1   | 7   | 0   | 0   | 18:44 | -26   | 7    |
| 6.  | Nordic Wild Cats     | 10     | 1   | 0   | 9   | 0   | 0   | 20:43 | -23   | 3    |

### West
| Pl. | Verein             | Spiele | 0S0 | 0U0 | 0N0 | SDS | SDN | Tore  | Diff. | Pkt. |
| --- | ------------------ | ------ | --- | --- | --- | --- | --- | ----- | ----- | ---- |
| 1.  | Dümptener Füchse   | 4      | 4   | 0   | 0   | 0   | 0   | 34:50 | +29   | 12   |
| 2.  | SSF Dragons Bonn   | 4      | 2   | 0   | 2   | 0   | 0   | 15:13 | +2    | 6    |
| 3.  | Pink Ladys Münster | 4      | 0   | 0   | 4   | 0   | 0   | 05:39 | -31   | 0    |

### Ost
|                          | Gesamt |             | Spiel 1 | Spiel 2   | Spiel 3 |
| ------------------------ | ------ | ----------- | ------- | --------- | ------- |
| UHC Sparkasse Weißenfels | 0:2    | MFBC Grimma | 2:3     | 3:4 n. V. |         |

| Legende                    |
| -------------------------- |
| Teilnahme an den Play-offs |

## Play-offs
Alle Spiele werden im Best-of-three-Modus gespielt, wobei die zuerst genannte Mannschaft für das erste Spiel Heimrecht besitzt und die zweite genannte für die anderen beiden Spiele.

### Halbfinale
|                          | Gesamt |                  | Spiel 1 | Spiel 2 | Spiel 3 |
| ------------------------ | ------ | ---------------- | ------- | ------- | ------- |
| UHC Sparkasse Weißenfels | 2:0    | Dümptener Füchse | 5:0 1   | 7:1     |         |
| ETV Lady Piranhhas       | 0:2    | MFBC Grimma      | 3:11    | 3:6     |         |

### Finale
|                          | Gesamt |             | Spiel 1 | Spiel 2 | Spiel 3 |
| ------------------------ | ------ | ----------- | ------- | ------- | ------- |
| UHC Sparkasse Weißenfels | 2:1    | MFBC Grimma | 5:8     | 7:3     | 5:3     |